# Свободна игра
„Свободна игра“ (на английски: The Longest Yard) е щатска спортна комедия от 2005 г. на режисьора Питър Сегал, по сценарий на Шелдън Търнър, римейк е на едноименния филм през 1974 г. с участието на Бърт Рейнолдс. Във филма участват Адам Сандлър, Крис Рок, Джеймс Кромуел, Нели, Уилям Фиктнър и Бърт Рейнолдс, който играе ролята на Сандлър в оригиналния филм. Пуснат е от Paramount Pictures в Северна Америка и Sony Pictures Releasing под етикета Columbia Pictures в други страни на 27 май 2005 г.

## В България
В България филмът е пуснат по кината на 19 август 2005 г. и по-късно е издаден на DVD на 26 декември от „Съни Филмс“.
На 16 януари 2016 г. е излъчен по FOX с български дублаж, записан в „Андарта Студио“. Екипът се състои от:
| Преводач            | Мариана Димитрова                                                                   |
| Редактор            | Милена Павлова                                                                      |
| Тонрежисьор         | Галина Наумова                                                                      |
| Режисьор на дублажа | Чавдар Монов                                                                        |
| Озвучаващи артисти  | Таня Димитрова Татяна Захова Илиян Пенев Камен Асенов Момчил Степанов Симеон Владов |